# Institut Sainte-Begge
 (juin 2023).
Si vous disposez d'ouvrages ou d'articles de référence ou si vous connaissez des sites web de qualité traitant du thème abordé ici, merci de compléter l'article en donnant les références utiles à sa vérifiabilité et en les liant à la section « Notes et références ».
L'Institut Sainte-Begge, situé à Andenne, est un regroupement d'écoles fondamentales et secondaires en un seul institut.

## Sainte Begge
Sainte Begge est la patronne de la ville d'Andenne où elle vécut à la fin du VIIe siècle.

## Différentes implantations de l'institut

### Écoles fondamentales
- Sainte Begge 1, implantée Rue Bertrand, 80 à Andenne
- Sainte Begge 2, implantée Rue Rogier, 14 à Andenne
- Sainte Begge 3, deux implantations à Seilles et une à Sclayn
- Sainte Begge 4, quatre implantations : deux à Namêche, une à Thon-Samson et une à Bonneville
- Sainte Begge 5, une implantation à Landenne et une à Andenne

### Écoles secondaires

#### 1erdegré
- Implantation à Andenne

#### 2eet3edegrés
Deux implantations, toutes deux à Andenne :
- Enseignement général et technique de qualification (implantation Chapitre)
- Enseignement de qualification professionnelle (implantation CobeggeS)

## Personnalités ayant fait leurs études à Ste-Begge
- Rodrigo Beenkens (commentateur sportif)